# Lago di Akyatan
Il lago di Akyatan (in turco: Akyatan Gölü, anche laguna di Akyatan, in turco:Akyatan Lagünü) è un ecosistema paludoso di 14.700 ettari che è designato come zona umida di importanza internazionale dalla Convenzione di Ramsar. Importante tappa per gli uccelli migratori, Akyatan è riconosciuta come Important Bird Area da BirdLife International. La laguna ospita la più grande colonia di tartarughe verdi del Mediterraneo, la quale detiene il 43% della popolazione nidificante di questo mare.

## Geografia
La laguna si trova all'estremità nordorientale del Mar Mediterraneo, a 30 km a sud della città di Adana, nella regione della Çukurova (l'antica Cilicia), in Turchia. L'ingresso alla laguna avviene o da Tuzla o attraverso il villaggio di Küçük Karataş.

## Geologia
Il lago di Akyatan e le lagune a esso collegate si formarono durante il quaternario (10.000 anni fa) quando il livello dell'acqua nel Mediterraneo iniziò a cambiare. Appena i fiumi che generarono il delta esondarono, una grande palude si formò nel punto in cui si trova il lago di Akyatan. La palude poi si separò dal mare e prese la forma odierna con la sabbia portata dalle onde che formarono un cordone litorale. Akyatan è un tipico lago alluvionale. Con la diminuzione della quantità di acqua che alimenta il lago e con alti livelli di evaporazione, l'area del lago si restringe durante l'estate. Nelle zone asciutte si formano superfici di fango e alla fine dell'estate il lago si prosciuga completamente. Le superfici di fango sono visibili soprattutto nella parte occidentale e nord-orientale del lago. Intorno al villaggio di Kapı, alcune isole raggiungono la terra. Il lago ha un collegamento con il mare attraverso un canale stretto lungo 2 km sul lato sud-ovest. C'è un deflusso d'acqua dal canale al mare, quando il livello dell'acqua del lago è alto. Quando il livello dell'acqua nel lago è basso, il deflusso va dal mare al lago. Ciò si traduce nel rapporto salino del lago il quale varia durante tutto l'anno. In inverno e in primavera, l'acqua del lago è dolce a causa della pioggia e delle acque trasportate dai canali di drenaggio. Nel periodo estivo, il lago è molto salato a causa dell'elevata evaporazione e del flusso d'acqua dal mare al lago. Inoltre, la percentuale di sale è elevata nelle aree vicine al collegamento col mare e bassa nelle sezioni settentrionali del lago dove le acque di drenaggio e le perdite sono significative. Nella zona tra il lago e il mare si trovano le più grandi dune di sabbia della Turchia. Queste si estendono fino a 3 chilometri e si elevano fino a 20 metri. Tra le colline delle dune, che si allineano lungo la costa, la depressione scende sotto il livello del mare. Lungo le rive del lago, ci sono paludi e canneti che variano di dimensione a seconda della perdita di acqua dolce. Il nord del lago è circondato da vasti terreni agricoli.

## Funzione
I delta nell'area di conservazione sono una delle terre più fertili del mondo, dove la micro e la macroproduzione di flora raggiungono livelli molto alti. La rete alimentare, che è favorita da un'alta fertilità, nutre e ospita una ricca fauna selvatica con un'ampia varietà di specie, in particolare gli uccelli acquatici. I delta sono posti dove i pesci possono deporre le loro uova e i giovani pesci per nutrirsi e proteggersi. Due terzi dei pesci che vengono a sulla nostra tavola vivono la maggior parte della loro vita nei delta e in altre zone umide. Ciò rende i delta molto importanti in termini di futuro della pesca.In inverno, mentre le zone umide dell'Anatolia centrale si ghiacciano, molti uccelli acquatici vivono nelle zone umide di Akyatan. Essendo sulla rotta della migrazione, Akyatan ospita anche enormi stormi di uccelli di diverse specie. Ciò rende il lago di Akyatan sempre più importante. La varietà di habitat e la ricca collezione di piante e animali fanno di Akyatan un laboratorio all'aperto per studi scientifici. Anche Akyatan, con la sua funzione di bilanciare l'acqua di base e prevenire che l'acqua salata dal mare penetri nell'interno, ha contribuito a regolare il regime idrico della regione. La laguna di Akyatan agisce come un ecosistema delle zone umide multiuso, al servizio delle comunità circostanti creando economia attraverso la pesca e fornendo attività ricreative. Le attività ricreative nella laguna sono l'osservazione della fauna selvatica, l'escursionismo e la pesca ricreativa.

## Flora

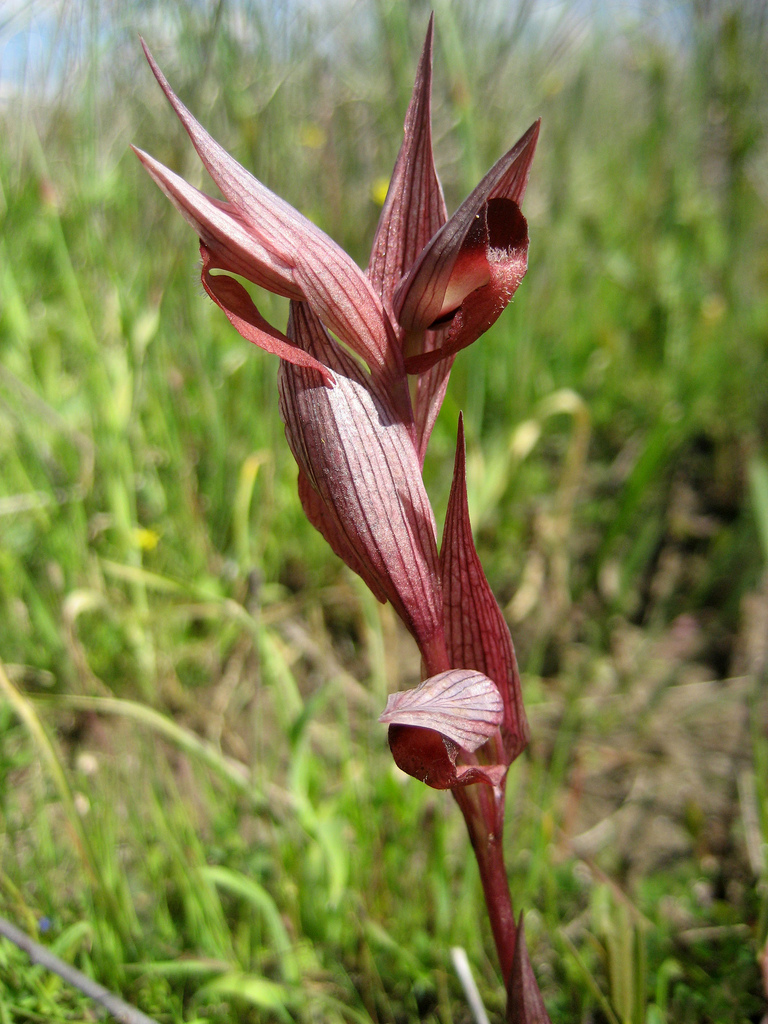
Serapias a Akyatan

La specie vegetali dominanti nell'area dove si trova la laguna di Akyatan provengono dall'altopiano turco-iranico e dal mediterraneo. La varietà degli habitat presenti, favorisce l'evoluzione di specie vegetali che occupano differenti nicchie ecologiche. La sezione più interessante della riserva naturale in termini di piante è quella delle dune di sabbia tra il lago e il mare. Oleandri e acantholimon dominano la sezione, dalle lagune che salgono alle colline delle dune. Nella sezione interna, le orobanche, la dichondra, la veccia comune e l'erba medica sono abbondanti. Le specie arbustive della riserva sono il mirto, la mora e la salsapariglia nostrana. Negli avvallamenti fra le dune si possono osservare l'ofride verde-bruna, le serapias e l'orchidea di Spitzel. Il progetto di rimboschimento è iniziato nel 1955 per stabilizzare le dune e finora sono stati imboschiti 3687 ettari di area di dune. Eucalipto, acacia saligna, robinia, pino cembro, pino calabro e Cupressus vengono utilizzati per il rimboschimento. Nella sezione interessata dall'acqua dolce ci sono juncaceae, canne, ninfee e giaggiolo acquatico. Nelle paludi d'acqua salata, il tamarix, la salicornia e la suaeda (spp.) sono comuni. Gli isolotti vicino al villaggio di Kapi sono ricoperti di narcisi. Nei prati intorno ai villaggi domina l'iris e l'Ornithogalum umbellatum.

## Fauna
Specchi di acqua chiara, canneti, paludi fresche e salate, stagni d'acqua dolce, piccoli laghi, ampi ecosistemi di dune e coste offrono habitat con diversi caratteri ecologici i quali attirano un'ampia varietà di animali selvatici, in particolare gli uccelli acquatici. Le ampie dune tra il lago e il mare, le aree arbustive sono ambienti di vita adatti per i mammiferi carnivori. Il più comune nella zona è lo sciacallo dorato. Le altre specie comuni sono la volpe rossa, il gatto della giungla, la lepre europea, il cinghiale, l'alce, il tasso europeo e il riccio. Gli erpestidi sono comuni sulle rive del lago e nei piccoli laghi formati dagli antichi affluenti del fiume. La regione è la posizione più occidentale della loro area di diffusione asiatica. Nei vasti habitat delle zone umide di Akyatan, le hylidae, la rana verde maggiore e il rospo smeraldino si possono osservare in gran numero. Sono riportati anche avvistamenti della lontra europea. L'area è anche ricca di rettili; le specie comuni sono la tartaruga verde e la tartaruga caretta. La tartaruga verde è una specie a rischio globale e nel Mediterraneo, la specie è considerata in grave pericolo (IUCN 2000) con solo 200-300 femmine nidificanti, il 43% di tutti i nidi è a Akyatan, che lo rende l'area di riproduzione più significativa della tartaruga verde nel Mediterraneo. Aggiungendo le spiagge di Kazanlı e Samandağ, la regione di Çukurova detiene il 62% della popolazione nidificante del Mediterraneo. La tartaruga palustre del Caspio e la tartaruga di palude sono comuni negli stagni e nei canali di acqua dolce. Le testuggini sono avvistate spesso sulle dune. Gli altri rettili comuni sulle dune sono; il colubro lacertino, il colubro nero, le lucertole, la Mabuya aurata, il camaleonte, il Cyrtopodion, l'Āgama. Akyatan è una delle lagune più ricche di ittiofauna delle coste mediterranee della Turchia. Attraverso l'accesso alla laguna dal mare, molte specie di pesci entrano nella laguna per cercare cibo. L'altra specie che vale la pena menzionare è il granchio blu, specie introdotta.

### Avifauna
Gli uccelli acquatici sono gli elementi più comuni della fauna di Akyatan. Essendo sulla rotta delle migrazioni, la ricca varietà di habitat e il clima adatto fanno di Akyatan una importan bird area. In un ampio studio condotto tra marzo e maggio 1990, sono state osservate 250 specie di uccelli. Durante il periodo di migrazione, migliaia di uccelli sostano a Akyatan. Le superfici di fango attorno al lago sono ambienti ideali per gli uccelli limicoli. Gli uccelli costieri che formano grandi stormi durante il periodo di migrazione sono; l'avocetta, le charadriidae, il gambecchio comune, il combattente e la pittima reale. Le rive di canneti ricche di insetti, le dune coperte di arbusti della laguna sono le aree ideali per l'alimentazione e la nidificazione dell'upupa, la ghiandaia marina e la rondine comune. Akyatan è anche un'importante area di nidificazione durante l'inverno. Durante i rigidi inverni dell'Anatolia interna, con il congelamento dei laghi sugli altipiani, enormi stormi di uccelli volano verso Akyatan. Si stima che tra 70.000 e 80.000 uccelli vivano ad Akyatan durante l'inverno. Tra gli uccelli che nidificano l'inverno ad Akyatan, il moriglione, il fischione, la volpoca, la folaga eurasiatica formano grandi stormi oltre il gobbo rugginoso in via di estinzione. Il fenicottero maggiore è un altro uccello popolare nella zona. Ogni anno più di 10.000 fenicotteri maggiori, per lo più migranti dal lago Urmia in Iran, trascorrono gli inverni a Akyatan. Akyatan è un'importante area di riproduzione per l'anatra marmorizzata in via di estinzione e raramente si vede il pollo sultano testagrigia e il francolino nero. Il fistione turco, il germano reale e la moretta tabaccata sono altre specie di anatre che si riproducono nella zona. Nella zona vivono anche l'occhione comune, il fratino eurasiatico, la pavoncella spinosa e il fraticello.

## Protezione e amministrazione

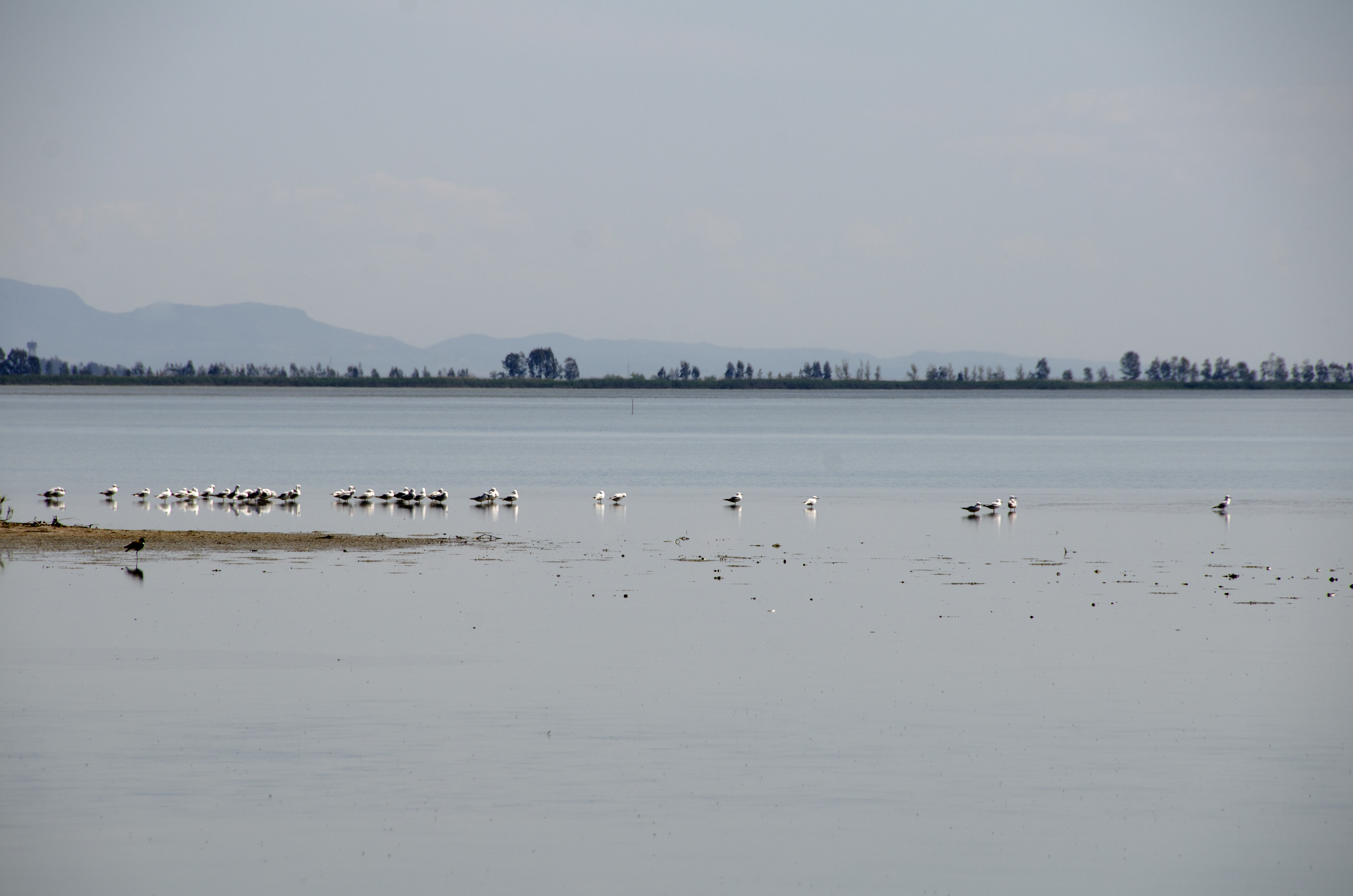
Panorama parziale del lago

Il Ministero dell'Ambiente ha dichiarato l'intera area come rifugio per la protezione della fauna selvatica dal 1987. Nel 1996, il Ministero degli alloggi e dei lavori pubblici e il Ministero dell'Ambiente hanno collaborato alla creazione di un piano di ordine ambientale che coprirà l'intera area naturale intorno al lago Akyatan. In questo piano, le aree che richiedono una protezione completa, le aree sotto l'influenza ecologica e le zone tampone sono determinate prendendo in considerazione gli ecosistemi e gli habitat delle zone umide che sono collegati. Per ogni area, sono state sviluppate politiche per la protezione dell'area e le attività ricreative. Il World Wildlife Fund sta monitorando i siti di nidificazione delle tartarughe verdi lungo la spiaggia di Akyatan lunga 22 km e sta collaborando con le autorità governative locali per migliorare la conservazione delle tartarughe marine. Nel 2006 e nel 2007, il WWF Turchia e la Direzione locale del Ministero dell'Ambiente e delle Foreste di Adana hanno avviato un'indagine di monitoraggio e conservazione delle tartarughe marine sul Delta di Çukurova in collaborazione con l'Università Adnan Menderes. Le attività di monitoraggio sul sito del WWF in Turchia durante l'estate del 2006 hanno evidenziato il forte impatto della predazione degli sciacalli sui nidi delle tartarughe (sono stati contati circa 590 nidi con circa 100-120 uova ciascuno). Il team del WWF in Turchia ha incontrato molti nidi identificati che sono stati completamente distrutti dagli sciacalli. È molto difficile prevenire la predazione che si svolge di notte lungo una costa lunga 22 km.
La necessità di proteggere al meglio la sicurezza dei nidi non appena essi vengano individuati è quindi molto importante per garantire la sicurezza delle uova di tartaruga durante il periodo di incubazione. L'applicazione di griglie metalliche sui nidi è vista come una misura appropriata che tiene conto che anche la popolazione dello sciacallo è minacciata a livello mediterraneo. Il WWF ha in programma di istituire un ufficio locale e un campeggio a Akyatan per monitorare la spiaggia da giugno a settembre, contando le tracce di tartarughe, individuando siti di nidificazione e installando dispositivi di protezione.
L'Università di Çukurova sta svolgendo gli studi di base nell'ambito di un progetto EU-Life (LIFETCY / 99 / TR-087) e ha fatto i preparativi necessari per proteggere le aree di nidificazione delle tartarughe verdi come riserva della biosfera. La proposta riserva della biosfera conferirebbe all'intera area del delta uno stato di protezione generale che includerebbe il sistema di dune di sabbia, che è unico nel Mediterraneo orientale.

## Siti antichi
I primi insediamenti nell'area avvennero durante la fine del Neolitico (800 a.C.-5500 a.C.). All'inizio, l'antica città di Mallos sorse a est del lago, vicino alla cittadina di Karataş. A sud-ovest di Mallos, fu fondata la prima città portuale di Çukurova, Magarsos. L'estremità nord di Magarsos era circondata da mura e le rovine della città oggi consistono nel castello, nel teatro, nel tempio di Athena, nei bagni, in sarcofagi e nella cisterna sul lato del porto. Il castello demolito fu ricostruito dalla dinastia degli Abbasidi durante il Medioevo. Il Karataş Han, che fu costruito durante l'Impero ottomano, è ora in gran parte demolito. La regione era governata dagli Ittiti nel XVII secolo a.C. e, fino alla Repubblica di Turchia, Assiri, Greci, Romani, Bizantini, Selgiuchidi e ottomani hanno successivamente controllato la regione.

## Attività umane

### Agricoltura e allevamento

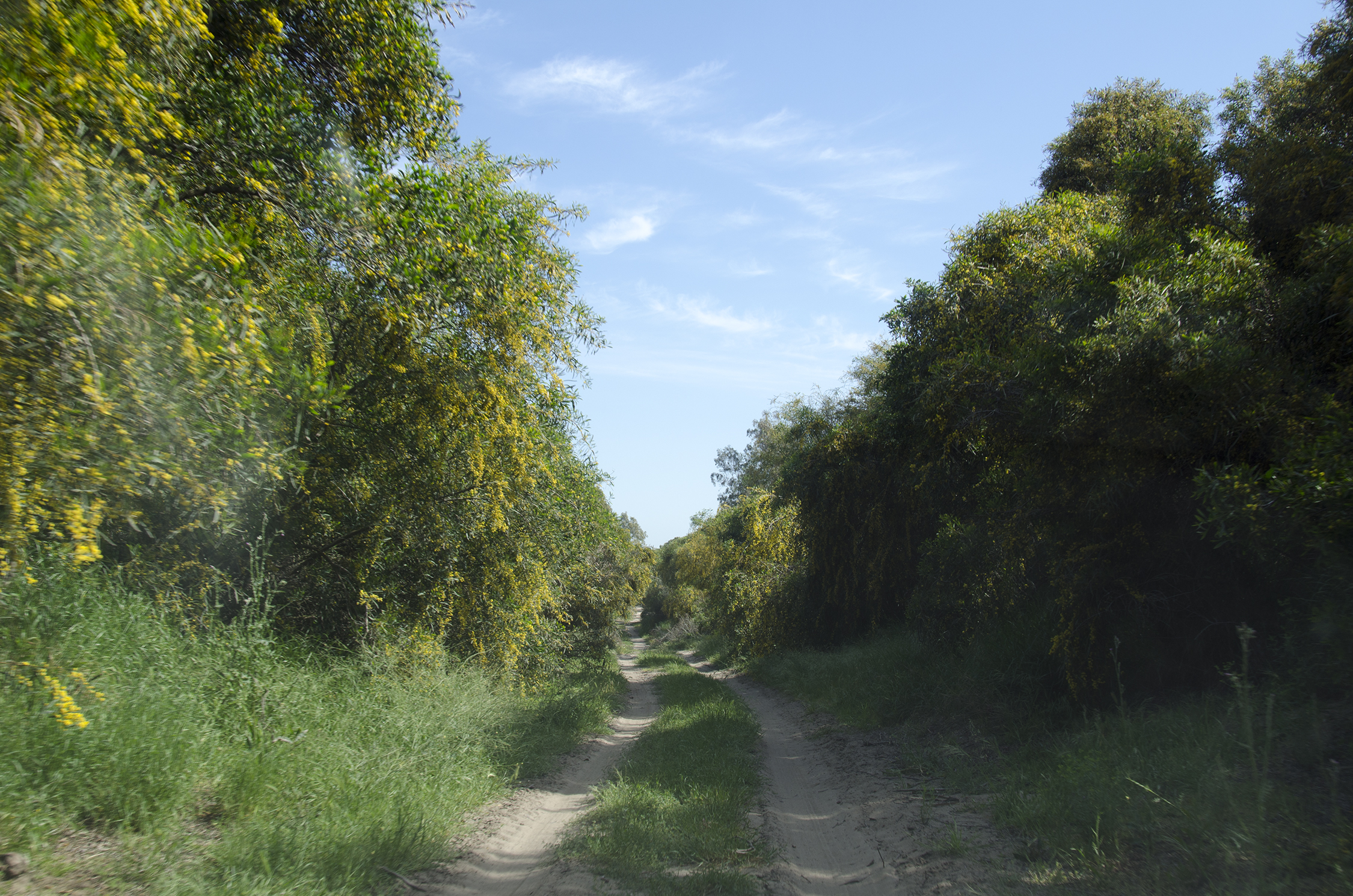
Area di rimboschimento sulle dune di sabbia di Akyatan

Çukurova è la più vasta e fertile pianura deltizia della Turchia. La maggior parte del delta viene utilizzata per l'agricoltura. I principali prodotti agricoli includono cotone, riso, melone, anguria, fragola e cereali; anche gli agrumi sono comuni. Quando viene preso in considerazione l'intero delta, la densità della popolazione e l'attività agricola sono meno concentrate attorno ad Akyatan che nelle sezioni superiori. L'urbanizzazione e l'industrializzazione nel delta superiore, che hanno indotto una rapida crescita della popolazione e una massiccia migrazione, hanno aumentato la pressione sulle riserve naturali del delta. Quasi tutte le zone umide stagionali intorno al lago sono state suddivise in zone agricole mediante drenaggio. Alcune dune intorno alla laguna vengono livellate e trasformate in terreni coltivati a meloni, angurie, fragole. Anche se il pascolo è proibito nelle dune afforestate, gli effetti del pascolo eccessivo sulle dune vicine ai villaggi di Kapı e İnaplıhüyük sono evidenti.

### Pesca e caccia
Akyatan è una delle lagune più ricche del Mediterraneo orientale. Un gran numero di pesci entra nella laguna dal mare. I pescatori di Karataş costruirono una tradizionale trappola di pesce all'uscita dalla laguna verso il mare, per catturare specie come triglie, orate, branzini, anguille, Capoeta antalyensis (un pesce appartenente agli Cyprinidae), barbo, carpe e trota arcobaleno. Nella parte orientale della laguna, viene catturato il granchio blu. La pesca illegale e senza regole, la raccolta di pesci giovani e l'inquinamento causato dai terreni agricoli mettono a repentaglio il futuro della popolazione ittica della zona. Poiché l'area è stata dichiarata rifugio naturale protetto, qualsiasi forma di caccia è bandita. Con pattuglie regolari nella zona, la caccia illegale è ridotta al minimo.

### Attività ricreative e turismo
Le attività ricreative ad Akyatan sono strettamente limitate al birdwatching e alle passeggiate naturalistiche guidate. Pic-nic e campeggio non sono ammessi nella riserva. L'unico modo per raggiungere Akyatan con i mezzi pubblici è prendere un minibus da Adana a Karataş e prendere un taxi da lì. C'è poca attività turistica ad Akyatan. Ci sono alcuni cottage costruiti sul lato orientale del canale che collega il lago al mare. Ci sono case vicino al lago di Tuzla e la crescente domanda di costruirne di più.